# モスクワの海
モスクワの海（モスクワのうみ、Mare Moscoviense）は月の海。月の北半球、地球からは観察できない、いわゆる月の裏側に位置する。
1959年にルナ3号が世界で初めて月の裏側を撮影した際に発見された。
後にアメリカのルナ・オービター計画で再度観測された際、モスクワの海は底が比較的明るい岩石からできており（通常の月の海は暗い）、巨大なクレーターに近い性質を持っていることが分かった。

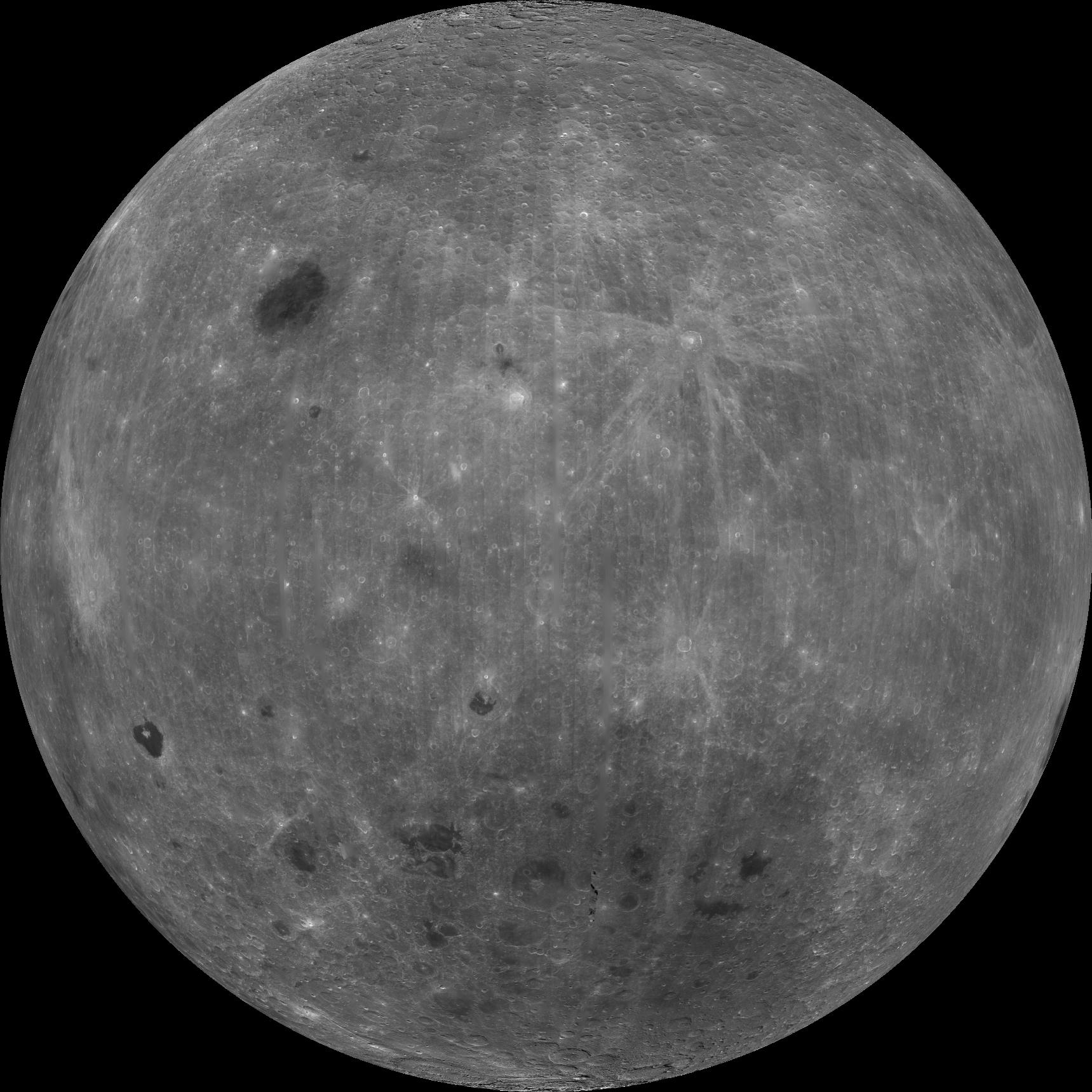
クレメンタインが撮影した月の裏側の画像。左上の黒い領域がモスクワの海にあたる。